# Schellenberg-Rundfahrt
Das Strassenradrennen Schellenberg-Rundfahrt war ein Radsportwettbewerb in Liechtenstein, der als Eintagesrennen veranstaltet wurde.

## Geschichte
1965 wurde das Rennen als Wettbewerb für Berufsfahrer begründet und fand mit Unterbrechungen bis 2007 statt. Es war das bedeutendste Radrennen in Liechtenstein. Der Name geht auf den Schellenberg nahe der Gemeinde Schellenberg zurück, der im Rennen mehrfach passiert werden musste. Die letzte Veranstaltung wurde als Kriterium ausgefahren.

## Palmarès
- 1965  Rolf Maurer
- 1966–1969 nicht ausgetragen
- 1970  Erich Spahn
- 1971 nicht ausgetragen
- 1972  Roland Salm
- 1973 nicht ausgetragen
- 1974  René Savary
- 1975  Roland Salm
- 1976  Bernard Hinault
- 1977–1982 nicht ausgetragen
- 1983  Andrea Clavadetscher
- 1984–1986 nicht ausgetragen
- 1987  Andrea Clavadetscher
- 1988  Fabian Fuchs
- 1989  Masatoshi Ichikawa
- 1990  Stephan Joho
- 1991  Uwe Raab
- 1992–1996 nicht ausgetragen
- 1997  Jean-Michel Tessier
- 1998–2001 nicht ausgetragen
- 2002  Christian Heule
- 2003 nicht ausgetragen
- 2004  Bruno Risi
- 2005  Niki Aebersold
- 2006  Fabian Cancellara
- 2007  Steffen Wesemann